# Francis Line
Pour les articles homonymes, voir Line.
Francis Line, (également connu sous le nom Linus de Liège), né à Londres en 1595 et mort à Liège le 15 novembre 1675 est un prêtre jésuite et scientifique résident au Collège des jésuites anglais de Liège où il enseignait les mathématiques et la gnomonique.  

## Biographie
Envoyé en principauté de Liège par ses parents pour y suivre une éducation catholique Francis fait ses études secondaires au collège des Jésuites anglais. Il entre au noviciat des jésuites, à Watten, le 23 septembre 1623, et revient ensuite à Liège, où il est professeur d'hébreu et de mathématiques (1630 à 1633), puis, par la suite, uniquement de mathématiques qui deviennent son domaine d'activités principal.
En 1635, Fabri de Peiresc, un ami de Galilée, lui demande son aide, croyant qu'une horloge à eau inventée par lui à Liège pourrait servir à défendre la théorie galiléenne du mouvement des astres, condamnée en 1633. Ce fut inutile. Vingt ans plus tard, Line se range du côté du mathématicien hollandais Christian Huygens contre son collègue jésuite Grégoire de Saint-Vincent, qui prétendait prouver la possibilité de la quadrature du cercle.
De retour dans son pays, en 1657, Line y travaille dans le Derbyshire, puis passe à Londres en 1659 et au Lancashire en 1665. Il participe à  la discussion sur les propriétés de l'air, qui redémarre (en 1660) lorsque Robert Boyle affirme que l’air possède « force et poids ». Défendant une position aristotélicienne dans son Tractatus de corporum inseparabilitate Line s’oppose à Boyle. 
Il est connu pour avoir inventé une horloge magnétique et divers cadrans solaires.  
En 1669, il en construit un à Whitehall à la demande de Charles II  qui avait eu l'occasion, en 1646, d'observer celui qu'il avait construit à Liège.  Ce cadran solaire est inauguré le 24 juillet 1669 dans les jardins privés du palais de Whitehall, à Londres. Ressemblant à un arbre de Noël par sa forme et composé de ballons et de disques, il resta en place jusqu'en 1681, malgré les déprédations subies au cours de ces années.
Revenu à Liège, en 1672, il est engagé dans une nouvelle dispute scientifique. Il s’oppose cette fois à la théorie d'Isaac Newton sur la lumière et les couleurs, bien qu'Ignace-Gaston Pardies, professeur au collège de Clermont, ait accepté le point de vue de Newton. Line publie deux lettres dans la revue Philosophical Transactions of the Royal Society, mais la réponse de Newton à sa seconde lettre n'est publiée qu’après sa mort. La controverse continue cependant : Anthony Lucas, son successeur au collège de Liège, continue  la discussion durant trois ans. Il a également correspondu avec d'autres grands savants de son époque.  
Francis Line était un inventeur ingénieux de petits appareils pratiques, y compris un cadran d’horloge permettant à un aveugle de connaître l'heure. Cependant son attachement indéfectible aux théories d'Aristote l'empêcha de comprendre la science nouvelle et ce qu’elle pouvait lui apporter dans des domaines scientifiques qui l’intéressaient.

## Œuvres
- Refutation of the attempt to square the circle, Londres, 1660.
- De corporum inseparabilitate, Londres, 1662.
- An Explication of the Diall Set Up in the King's garden at London, an.1669, Liège, 1673.